# Halloren Schokoladenmuseum

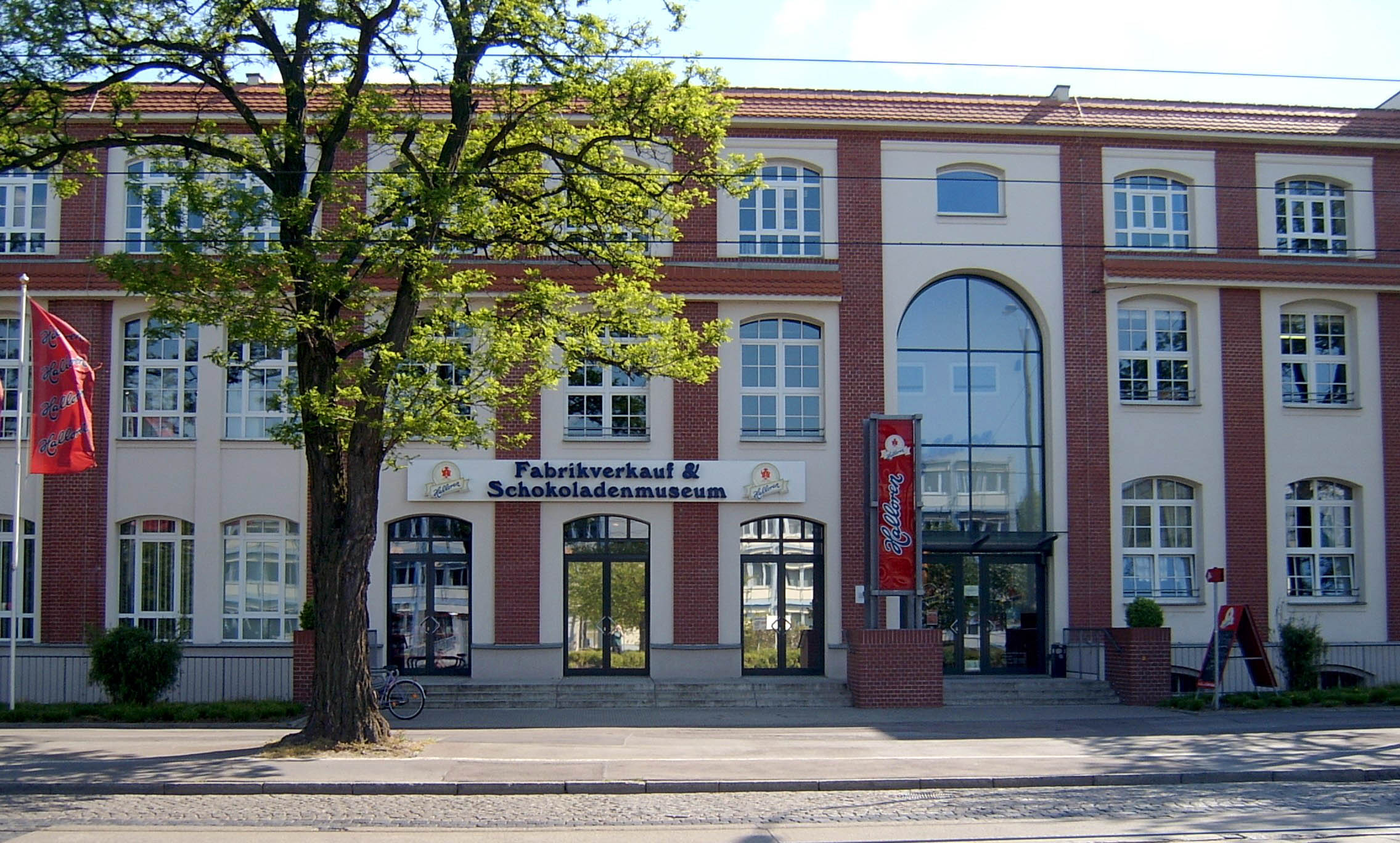
Eingang zum Schokoladenmuseum

Das Halloren Schokoladenmuseum ist ein Museum in Halle (Saale), das eine Ausstellung zur Geschichte der Schokolade von früher bis zur Gegenwart und Informationen zur Firmengeschichte der Halloren Schokoladenfabrik zeigt. Außerdem kann man die Produktion durch ein Panoramaschaufenster betrachten. Das ist möglich, da sich das Museum im Gebäudekomplex der Halloren-Schokoladenfabrik befindet.

## Geschichte
Das Museum wurde 2002 gegründet und seitdem ständig erweitert. So erhielt es zum Beispiel einen Kinobereich und am 25. November 2004 wurde das Schokoladenzimmer eröffnet. 2007 wurde das Museum auf 750 m² vergrößert und hat heute 900 m² Ausstellungsfläche. Im September 2012 wurde die Ausstellung um ein Relief der Stadt Halle (Saale) aus Schokolade ergänzt.

## Schokoladenzimmer

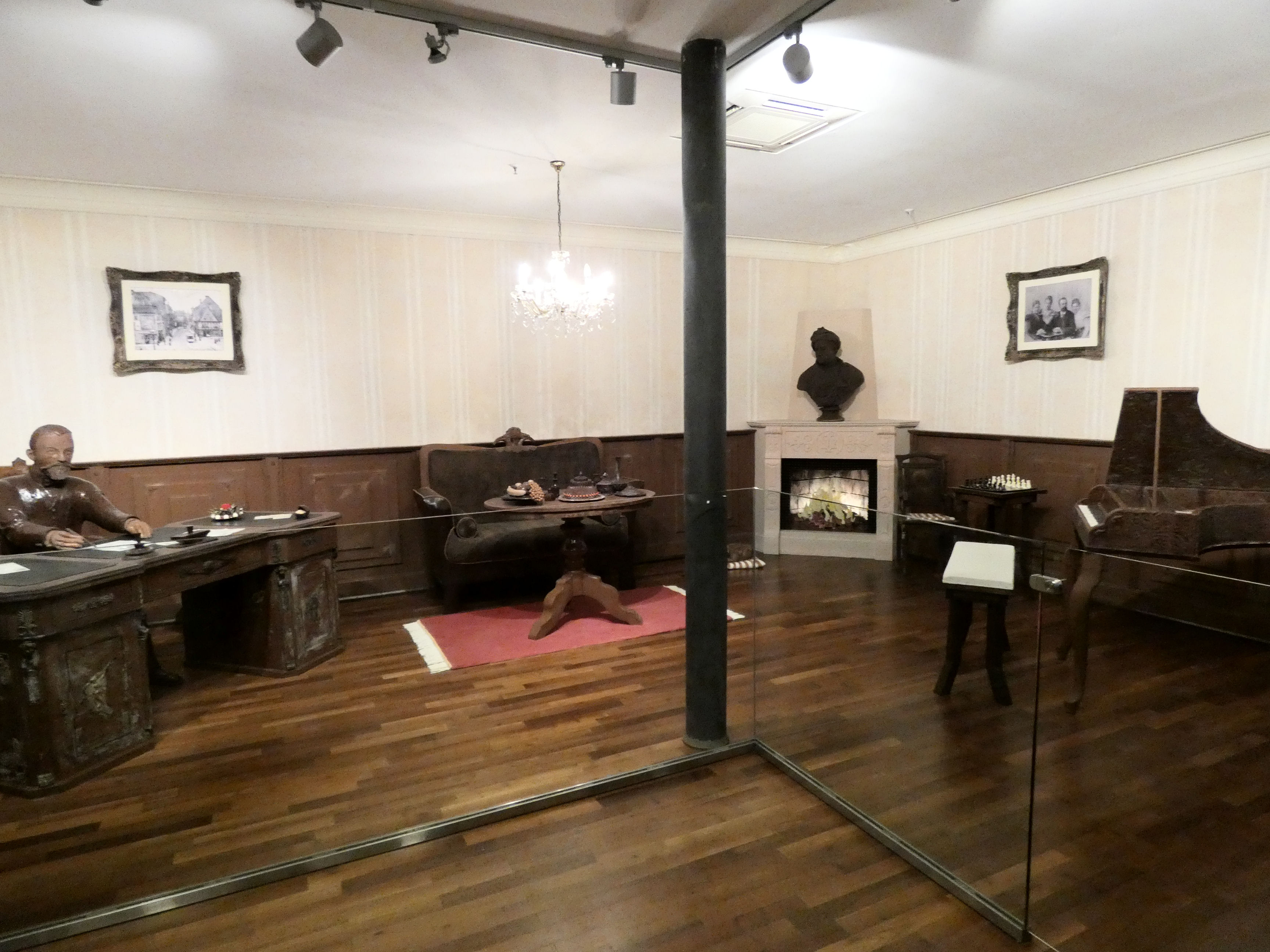
Schokoladenzimmer

Eine Besonderheit des Schokoladenmuseums ist das ca. 17 m² große Schokoladenzimmer, das als komplexes Schokoladenkunstwerk in Deutschland einzigartig ist.
Es wurde erstmals 2004 präsentiert und erfuhr im Jahre 2007 die erste größere Veränderung. Nach weiteren 10 Jahren hat das bisherige Schokoladenzimmer im Biedermeierstil im März 2017 eine komplett neue Gestaltung bekommen. Für die Umsetzung wurde der international bekannte österreichische Schokoladenkünstler Gerhard Petzl als Projektleiter gewonnen, der von den hauseigenen Chocolatiers um Claudia Heimann unterstützt wurde. Die Fertigung aus ca. 1,5 Tonnen Schokolade umfasste ca. 5000 Arbeitsstunden.
Nachdem der Fokus zuvor auf das Gründungsjahr 1804 gelegt wurde, nimmt die Neugestaltung nun auf den Zeitraum 1896–1900 Bezug, kurz nach Inbetriebnahme der neu erbauten Schokoladenfabrik in der Delitzscher Straße. Es wird das Arbeitszimmer von Ernst David dargestellt, der 1879 das Unternehmen mit seinem Bruder von seinem Vater übernahm. Das wesentliche Element des Zimmers ist die lebensgroße Schokoladenskulptur von Ernst David am Schreibtisch. Für das Ensemble Figur, Schreibtisch und Stuhl wurden allein fast 400 kg Schokolade verarbeitet. Renovierte und überarbeitete Projekte sind das Cembalo, das Bücherregal, die Katze auf dem Kissen. Weitere neue Schokoladenkunstwerke sind der Esstisch, eine Couch, ein Kamin mit Feuer, sowie ein Teppich. Größere und kleinere neue Objekte, wie Schokoladenbilder, Geschirr, Bücher und Dokumente vervollständigen das Schokoladenkunstwerk.

## Schokoladen-Stadtrelief

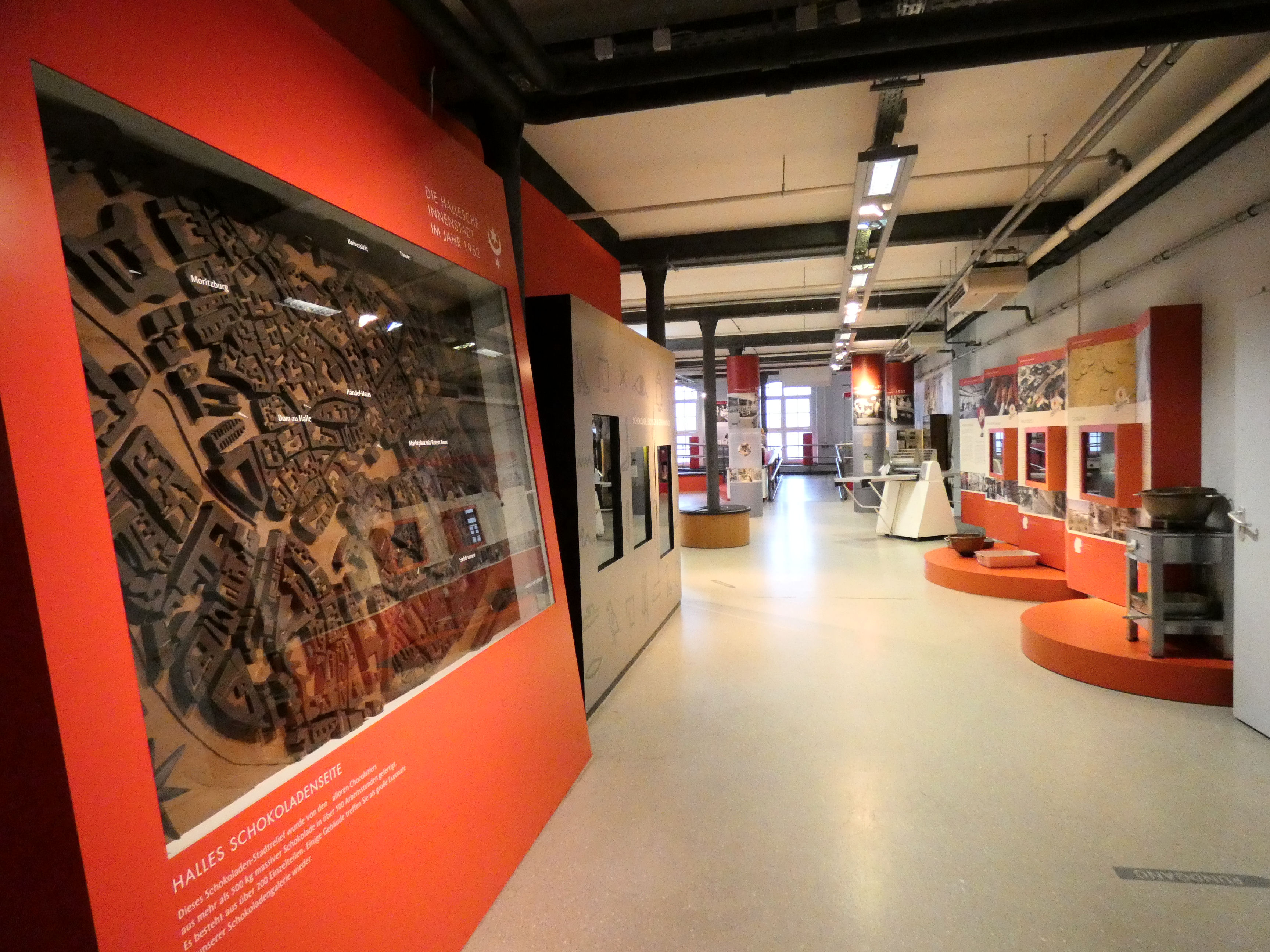
Blick in die Ausstellung mit dem Stadtrelief (links)

Im Halloren Schokoladenmuseum befindet sich ein Relief, welches Innenstadtbereiche der Stadt Halle (Saale) im Jahr 1952 darstellt. Die Halloren Schokoladenfabrik hat einen besonderen Bezug zu dem Jahr 1952, da es das Geburtsjahr des bekannten Halloren-Schokoladenfabrik-Produkts „Halloren-Kugeln“ ist. Vorgestellt wurde das Relief im September 2012, also 60 Jahre nach der Erfindung der „Halloren-Kugeln“. Die Herstellung erfolgte in der Sommerpause des Jahres 2012.
Die Grundfläche des Materials besteht aus Vollmilchschokolade und ist etwa drei m² groß. Diese Fläche bietet genug Platz, um die mehr als 200 Einzelteile, die die Grundrisse der Gebäude der halleschen Innenstadt zeigen, darzustellen. Etwa 500 Kilogramm beträgt das Gesamtgewicht des Reliefs.

## Weitere Besonderheiten
Besonderheiten der Ausstellung sind neben dem Schokoladenzimmer und dem Schokoladen-Stadtrelief auch die größte Hallorenkugel der Welt.
2010 wurde das Alte Rathaus von Halle (Saale) von Claudia Heimann und Tobias Bowitzky aus Schokolade nachgebaut. 2000 Stunden Arbeit und eine Tonne Schokolade stecken in dem Nachbau mit dem Maßstab 1:18. Die Vitrine, die das Alte Rathaus, das 1558 von Nickel Hoffmann geplant und 1568 fertiggestellt wurde, als Nachbau beherbergt, hat eine Temperatur von 18 Grad Celsius. Das originale Alte Rathaus von Halle (Saale) wurde bei einem Bombenangriff am 31. März 1945 während des Zweiten Weltkriegs beschädigt und fünf Jahre später abgerissen.